# Tabanus argenteomaculatus
Tabanus argenteomaculatus är en tvåvingeart som först beskrevs av Krober 1928.  Tabanus argenteomaculatus ingår i släktet Tabanus och familjen bromsar. Inga underarter finns listade i Catalogue of Life.